# Medinilla corallina
Medinilla corallina är en tvåhjärtbladig växtart som beskrevs av Célestin Alfred Cogniaux. Medinilla corallina ingår i släktet Medinilla och familjen Melastomataceae. Inga underarter finns listade i Catalogue of Life.